# Bernhard von Smerten

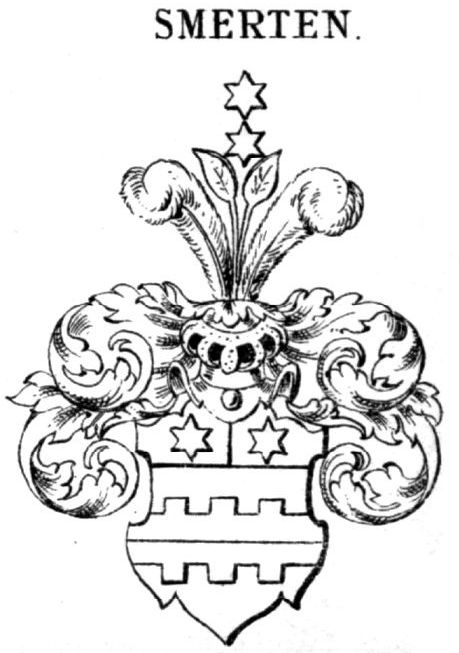
Wappen des Bernhard von Smerten, 1556

Bernhard oder Bernd von Smerten, auch Berent van Schmerten (* ca. 1500 in Quakenbrück; † ca. 1563 in Tallinn) war Mitglied des Livländischen Ordens, Komtur der Ordensburg Fellin und letzter Landvogt von Jerwen.
Seine Eltern waren Klaus von Smerten († vor April 1524) und Vredecke. Bernhard hatte die Brüder Herbord, Otto und Klawes sowie eine Schwester Mette. Er stammte aus einem alten westfälischen Burgmannengeschlecht mit Sitz in Quakenbrück bei Osnabrück, das seine Ursprünge wohl in der Ministerialenfamilie Oldenburg besitzt.
Wann Bernhard von Smerten in den Livländischen Orden eintrat, ist nicht bekannt, aber 1540 war er bereits Hauskomtur (Burgkommandant) der Ordensfestung in Fellin. 1542 wurde er Vogt von Rositten und 1551 Deutschordensvogt von Jerwen.
1554 reiste Smerten als Gesandter des Ordens zum schwedischen König Gustav I. Wasa, und war mit an dessen Entschluss beteiligt, den Krieg gegen die Moskowiter zu beginnen. Ein Siegel Bernhard von Smertens vom 21. Oktober 1556 ist überliefert. In seiner Amtszeit wirkte der Chronist Johann Renner von 1556 bis 1558 als Schreiber für Smerten.
Als im Sommer 1558 russische Truppen im Kreis Jerwen eindrangen, verließ Smerten die Ordensburg Weißenstein, die ohne das tatkräftige Eingreifen des Caspar von Oldenbockum wahrscheinlich an die Russen gefallen wäre. Smerten trat jedoch nicht offiziell vom Amt des Landvogts zurück, sondern Oldenbockum wurde amtierender Verwalter des Kreises Jerwen bis zur Auflösung des Ordensstaats Alt-Livland 1562. Im Juni wurde Smerten von den schwedischen Truppen gefangen genommen, die ihn nach Schweden brachten. Einige Zeit danach wurde Smerten freigelassen und ließ sich in Reval nieder, wo er kurze Zeit später starb.
1555 hatte Smerten vom Bürgermeister Diderich Muntz für 3500 Mark ein Steinhaus mit zwei Gärten in Pernau gekauft. Außerdem kaufte er am 9. Mai 1559 dem Ordensmeister Johann Wilhelm von Fürstenberg das sogenannte „Järva-Haus“ an der Ecke Pika- und Pühavaimu-Straße in Pernau ab, das seit 1538 von den Landvogten von Järva genutzt worden war.